# Aplidium mediterraneum
Aplidium mediterraneum är en sjöpungsart som först beskrevs av Hartmeyer 1909.  Aplidium mediterraneum ingår i släktet Aplidium och familjen klumpsjöpungar. Inga underarter finns listade i Catalogue of Life.